# هانس براون
هانس براون (آلمانی: Hanns Braun; ۲۶ اکتبر ۱۸۸۶ – ۹ اکتبر ۱۹۱۸) دونده اهل آلمان بود.
از باشگاه‌هایی که در آن بازی کرده‌است می‌توان به باشگاه بایرن مونیخ اشاره کرد.